# La Mort en ce jardin
La Mort en ce jardin is een Frans-Mexicaanse dramafilm uit 1956 onder regie van Luis Buñuel.
Het scenario is gebaseerd op de gelijknamige roman (1954) van de Belgische schrijver José-André Lacour.

## Verhaal
De avonturier Shark wordt in een klein Mexicaans dorp door de politie gearresteerd op verdenking van een bankoverval. In datzelfde dorpje zijn juist rellen uitgebroken omdat de overheid er is overgegaan tot de naasting van de mijnbouw. Shark maakt van de verwarring tijdens de staking gebruik om te ontsnappen. Samen met de prostituee Djin, de diamantzoeker Castin en diens doofstomme dochter Maria vlucht hij het oerwoud in. Onder hen is ook de huichelachtige vader Lizardi, die verdeeldheid zaait binnen de groep.

## Rolverdeling
| Acteur             | Personage                           |
| ------------------ | ----------------------------------- |
| Georges Marchal    | Shark                               |
| Simone Signoret    | Djin                                |
| Michel Piccoli     | Lizardi, de priester                |
| Charles Vanel      | Castin                              |
| Michèle Girardon   | Maria Castin, de dochter van Castin |
| Tito Junco         | Chenko                              |
| Francisco Reiguera | de winkeleigenaar                   |
| Raúl Ramírez       | Álvaro                              |